# Адмони, Иоганн Григорьевич
Иога́нн Григо́рьевич Адмо́ни (первоначальная фамилия Красный; 1906, Дессау — 1979, Ленинград) — советский композитор, пианист, педагог и общественный деятель, сын известного петербургского историка, публициста и еврейского общественного деятеля Григория Яковлевича Красного-Адмони. Старший брат известного советского лингвиста Владимира Григорьевича Адмони. Руководитель Семинара самодеятельных композиторов при Доме композиторов в Ленинграде.

## Биография

### Молодость
По рождению он носил фамилию отца — Григория Яковлевича Красного, однако отец с 1917 года для своей фамилии стал использовать перевод слова Красный на иврит — Адмони и с 1922 года этот псевдоним перешёл к его детям, Иоганну и Владимиру.
В 1922 году И. Г. Адмони поступил в Петроградский, впоследствии Ленинградский, государственный университет на факультет общественных наук. Во время радикальной чистки университета, в 1924 году, его исключили. Однако с детства его влекла музыка, основы знаний о которой он получил от отца, хорошо певшего и даже некоторое время обучавшегося пению в Петербургской консерватории, и в 1927 И. Г. Адмони после показа на вступительных экзаменах своих романсов в собственном исполнении был принят в класс композиции известного педагога Ленинградской консерватории М. О. Штейнберга, у которого ранее учился и Д. Д. Шостакович. После окончания Консерватории в 1931 молодой композитор был направлен в Вологду, в Драматический Театр в качестве музыкального руководителя театра и композитора.

### Музыкальное творчество
После получения систематического музыкального образования И. Г. Адмони написал много романсов на стихи самых известных поэтов: А. Блока, Г. Гейне и других.
Далее фантазия молодого автора привела его к созданию крупномасштабных полотен — оперы «Гробовщик» и балетов «АО» и «Война с саламандрами», стиль музыки которых был не столь авангардным, как у композиторов-современников. В результате И. Г. Адмони с  прекратил работу в крупных формах вплоть до начала 1950-х. В 1951 он создал одно из своих последних крупных сочинений - «Концерт для фортепиано с оркестром».
Также автор оперы и балетов, писал музыку к спектаклям и кинофильмам.

### Общественная деятельность
Во время работы в Драматическом театре в Вологде музыканта влекла  музыкальная общественная жизнь, которая проходила, по его мнению, только в Ленинграде, и в течение 1932—1933 годов он сумел перенести свой опыт развития музыкального искусства в Вологде на подобную работу в районных театрах молодёжи в Ленинграде и организовал первые в своей практике кружки музыкальной художественной самодеятельности для людей из народа, не имеющих возможности сразу поступить в Консерваторию.
В 1934—1935 г.г. он стал редактором Радио, В 1937—1938 г.г. — референтом по музыкальному вещанию, директором и художественным руководителем Концертного бюро Ленинградской филармонии, В 1939—1941 г.г. — музыкальным руководителем «Ленгосэстрады».
Перед началом Великой Отечественной войны в 1941 году арестован по доносу и с 1941 по 1946 провёл в сталинских лагерях, откуда ему удалось вырваться лишь благодаря заступничеству достигшего всемирной славы Д. Д. Шостаковича.
Не имея права находиться в Ленинграде после освобождения из ГУЛага, так как он ещё он не был реабилитирован на тот момент, И. Г. Адмони жил в Узбекистане и преподавал композицию в Ташкентской консерватории. В 1947—1949 И. Г. Адмони, преодолевая юридические преграды, возвратился в Ленинград, где совместно с единомышленниками, к которым можно прежде всего отнести И. Я. Пустыльника, всецело способствлвал организации при Доме композиторов в Ленинграде неформального бесплатного (народного) музыкального учреждения — Семинара самодеятельных композиторов.
Позже подобные семинары были созданы и в других городах СССР, но сама идея и рождение подобного учреждения навсегда связаны с И. Г. Адмони. Он стал его бессменным руководителем и преподавателем композиции. Семинар действовал в рамках Устава Ленинградской Организации Союза композиторов СССР, что позволяло учащимся поступать в различные музыкальные средние и высшие учебные заведения, в частности, в Ленинградскую консерваторию на общих основаниях, но уже с большим багажом знаний в области музыки.
И. Г. Адмони в течение многих лет был заместителем председателя Ленинградской Организации Союза композиторов СССР. В 1960—1967 г.г. параллельно работе с самодеятельными композиторами И. Г. Адмони являлся музыкальным руководителем киностудии «Леннаучфильм».
И. Г. Адмони часто выступал в качестве музыкального критика и рецензента в ленинградской периодической печати.
Умер И. Г. Адмони в возрасте 73-х лет в 1979 году.
Двоюродный брат — геолог, член-корреспондент АН СССР/РАН Лев Исаакович Красный.

### Основные произведения
- Опера: «Гробовщик» (по мотивам стихов А. Пушкина, 1935)
- Балеты: «АО» (1936), «Война с саламандрами» (по мотивам произведений К. Чапека, 1938) и «Наташа Ростова» (по мотивам произведений Л. Толстого, 1941, неоконченная)
- Симфоническая поэма «Петроград 1917-го» (другое название: «Ленин в Смольном») (1936)
- Кантаты: «Живее всех живых» (1960) и «Триптих о Революции» (1971) на стихи советских поэтов.
- Концерт для фортепиано с оркестром (1951)
- Романсы: для голоса с фортепиано (более 100), в том числе на сл. А.Блока (более 20) — Поэма «Круг» (7 романсов), Триптих «Кармен», Романсы «Ксюша», «Пой», «Я помню», «Не спят», «Я пригвожден», «Коршун», «Я Гамлет» и др. (1938—1950), Три баллады из Песен западных славян А. Пушкина: «Гайдук Хризич», «Влах в Венеции», «Похоронная песня» (1940—1949) «Триптих на сл. М. Рыльского»(1946), «Триптих на сл. А. Мицкевича»(1955), Баллады на стихи исландских поэтов XX века (1959), романсы на сл. Р. Бернса, Г. Гофмансталя, С. Георге и др.
- Вокальные циклы на стихи А.Блока (1957) и Г.Гейне (1958)
- Музыка к кинофильмам: «Планета бурь» и др.
- Песни: для театра и радио.

## Членство в организациях
- Член Ленинградской организации Союза композиторов СССР, заместитель председателя этой организации.

## Память
Похоронен на Преображенском еврейском кладбище в Санкт-Петербурге.
Имя И. Г. Адмони занесено в «Красную книгу советской (ныне российской) эстрады».